# Mesenochroa
Mesenochroa är ett släkte av fjärilar. Mesenochroa ingår i familjen björnspinnare.
Kladogram enligt Catalogue of Life:
| Mesenochroa | \| \| Mesenochroa guatemalteca \| \| \| \| \| \| Mesenochroa rogersi \| \| \| \| |
|             | \| \| Mesenochroa guatemalteca \| \| \| \| \| \| Mesenochroa rogersi \| \| \| \| |
|             | Mesenochroa guatemalteca                                                         |
|             |                                                                                  |
|             | Mesenochroa rogersi                                                              |
|             |                                                                                  |